# 南彩夏
南 彩夏（みなみ あやか、1994年〈平成6年〉6月30日 - ）は、日本のタレント、女優。女性アイドルグループ『サンミニ』の元メンバーである。
兵庫県宝塚市出身。ケイダッシュグループのブランニューミュージックに所属している。東邦音楽短期大学卒業。

## 略歴
小学生の頃から地元のダンススタジオに通う。高校時代は大阪でレッスンを受ける傍ら、関西を中心にパフォーマンス活動を行い、2012年と2013年には舞台『甲子園だけが高校野球ではない』（原作・岩崎夏海）に出演した。
2014年2月17日、AKIBAカルチャーズ劇場で行われたpaletのワンマンライブに於いて、プラチナムプロダクションのアイドルグループ『サンミニッツ』に加入することが発表された。サンミニッツはその後のメンバーチェンジを経て2015年7月に『サンミニ』と改名したが、2017年7月1日をもって解散となる。
サンミニ解散後は所属事務所をケイダッシュグループに移籍し、タレント・女優として活動。2019年8月22日には自身単独のYouTubeチャンネルを開設。更に2021年1月31日には俳優の松岡佑季と共に『ゆうきとあやかのちゃんねる』を立ち上げている。
2024年10月25日、『ミュージカル テニスの王子様』などに出演した俳優の松岡佑季と9月8日に結婚したことを発表した。
2025年3月8日、不妊治療を経て第1子を妊娠したことを報告した。
2025年7月6日、自身の誕生日でもある6月30日に第1子男児を出産したことを報告した。

## 人物
- 愛称は「あやたん」。但し元prediaの松本ルナは「あやちゃん」[11]、親友でもある女優の西田薫子からは「あーたん」[12]と呼ばれている。なお、2020年12月開始の現ブログのタイトルでは「あやかたん」を使用している。
- 一人っ子である[動画 2]。
- サンミニ内での担当カラーは白[13]。
- 舞台「あたしをくらえ。」で共演した元GEMの森岡悠は「南の喋り方は（森岡と同じGEMのメンバーだった）熊代珠琳と似ている」と評している[14]。

## 出演

### テレビ番組
- 爆報!THE フライデー（TBS系・2018年6月1日放送）- 再現VTRでSKE48メンバーを演じる[注 2]
- 中居大輔と本田翼と夜な夜なラブ子さん（TBS・2020年7月9日・16日・ 23日放送） - ラブ子さんNo.01として登場[16]
- 痛快!明石家電視台（MBS・2021年1月18日放送）- 松岡と共演[13]
- ノブナカなんなん?（テレビ朝日系・2021年1月23日放送） - なん女オーディション第2弾に出演[17][注 3]

### テレビドラマ
- 「行列の女神〜らーめん才遊記〜」7杯目（テレビ東京系・2020年6月1日放送[19]）
- 「ギルティ〜この恋は罪ですか？〜」第4話（読売テレビ・日本テレビ系、2020年6月25日放送[20]）
- 「正直不動産」 第6話（2022年5月10日、NHK）- 奥田佳奈 役

### 舞台
- 甲子園だけが高校野球ではない（2012年9月8日 - 9日、森ノ宮ピロティホール、2013年9月7日 – 8日、大阪・サーティホール） - 蘭役[4]
- アリスインプロジェクト「チェンジングホテルTOKYO」（2017年12月13日 - 17日、新宿村LIVE）- 大滝誠司役[21]
- 爆走おとな小学生「あたしをくらえ。」（2018年10月11日 - 15日、新宿村LIVE）- パギニ役[22]

### ライブ・イベント
- 関西コレクション2012S/S（2012年2月26日、京セラドーム大阪）- オープニングアクトダンサーとして参加[23]
- RaBo produce vol.10 涙活プロジェクト 朗読会 〜春涙〜（2018年4月7日、しもきたドーン）[24]
- IJICHI's LIVING DOOR Vol.385（2019年7月5日、恵比寿天窓 Switch）[25]
- 「GJ Ⅴ」organized by MARINA（2019年9月7日、大塚Deepa） - サンミニの同僚だった有沢来夢と共演[26]